# 神明大一社
神明大一社（しんめいたいいちしゃ）は、愛知県岩倉市中本町にある神社。

## 概要
名古屋鉄道犬山線岩倉駅東の中本町に鎮座する。
『尾張徇行記』には、「此神明宮は往昔天照大神垂仁天皇ノ御宇国々所々遷幸ノ時代濃州伊久良河宮ヨリ当国中島宮へ奉斎リシ行宮ノ御垂迹ニテ」とある。旧社格は県社。

## 祭神
天照皇大神、豊受皇大神、国常立神

## 社殿
拝殿（1961年再興)、祭文殿(1961年再興)、本殿、神楽殿(山川勝蔵寄進）

## 境内社
稲荷社(倉稲魂命）、子安社(伊弉諾命,伊弉冉命）、白山社(菊理媛命）、天神社(菅原道真公）、津島社(須佐之男命）、市神社(大国主命,事代主命)、猿田彦神社(猿田彦命)

## 文化財
- 中本町山車　岩倉市指定文化財　寛永3年　水引は渡辺清の筆による。

## 境内
鳥居(神明鳥居)、御手洗池(山川勝蔵寄進)、神馬（青銅製,1915年11月山川勝蔵寄進)、手水鉢(1841年作)、石灯籠(文政12年)

## 祭礼
祇園祭(旧暦6月12日～17日)
百八灯神事(9月16日)

## 山川勝蔵の寄進
山川勝蔵(1840-1929)は、旧岩倉村中市場生まれ。農家の出だが、江戸に出て、神田小川町に西洋料理店を開業。類焼火事でこれを失ったが、のち1882年(明治15年)、本郷龍岡町に料亭兼旅館「豊国」を開業した。
郷里の神明大一社に、1,000円(1910)、土地585坪(1911),神馬銅像(1915),神池石橋,灯籠6基、石造大鳥居、玉垣など多くの寄進を行った。現在、境内東南角に、勝蔵の顕彰碑、胸像などが置かれている